# Arallu
Arallu je izraelská kapela hrající žánr extrémní metal. Skupina byla vytvořena Motim Danielem, baskytaristou skupiny Melechesh. Debutové album vyšlo roku 2001, ale až o rok později vzniklo asi nejznámější album Satanic War in Jerusalem. Nir Nakav ze skupiny Salem hrál na bicí a darbuku, zatímco Daniel měl na starosti všechny ostatní nástroje a zpěv. Na albu se objevila i coververze písně Evil Has No Boundaries od skupiny Slayer. Roku 2009 bylo vydáno čtvrté a zatím poslední album Desert Battles - Descending to the Sands.
Arallu je v mezopotámské mytologii podzemní království ovládané královnou Ereškigal a králem Nergalem, v němž jsou souzeni mrtví.

## Členové kapely
- Moti „Butchered“ Daniel - zpěv, baskytara (1997–současnost)
- Gal „Pixel“ Kohen - kytara (2007–současnost)
- Sergej „Metalheart“ Nemichenicer - kytara (2010–současnost)
- Jonatan Dušnicki - bicí (2003–současnost)
- Janiv Zada - (2006–současnost)

### Bývalí členové
- Josi Darmon - kytara (2004–2010)
- Avi Caspi - kytara (1998–2007)
- Alex Schuster - kytara (2003–2004)
- Ben Fisher - bicí (2001–2003)

## Diskografie
Studiová alba
- The War on the Wailing Wall (2001)
- Satanic War in Jerusalem (2002)
- The Demon from the Ancient World (2005)
- Desert Battles - Descending to the Sands (2009)

EP
- At War against God (2001)
- Magen Jerusalem 7 (2009)

## Videografie
DVD
- Visual Chaos Invasion (2003)
- The Ultimate War (2010)